# Ióannész Szkülitzész
Ióannész Szkülitzész (görögül: Ἰωάννης Σκυλίτζης, esetleg Σκυλίτσης, újgörög Joánisz Szkilídzisz, latinul: Iohannes Scylitzes), (1040-es évek eleje – 1101 után) középkori bizánci történetíró.

## Élete és műve
Életéről nagyon keveset tudunk, saját munkája őt, mint kuropalatészt említi, ami az egyik legmagasabb udvari arisztokratikus rang volt, viselője a császári palota napi gazdasági, szervezési, építési ügyeiért volt felelős.[forrás?]
Krónikája a 811 és 1057 közötti évek eseményeit dolgozza fel, Szkülitzész tulajdonképpen Hitvalló Szent Theophanész krónikája folytatásának szánta. Mint írja, ennek a két és fél évszázadnak a történetét sokan feldolgozták már, de ezek a művek részben hiányosak, részben részrehajlók. Ő megígéri, hogy eltekint a magyarázkodástól, kiküszöböli az ellentmondásokat, és a források szubjektivizmusát, illetve elhagy minden mesés elemet. Igényes programját azonban nem tudta teljesen megvalósítani.
Krónikáját Geórgiosz Kedrénosz krónikája a 811 utáni évekre szó szerint átvette.

## Személye aRégi tudós világ históriájában
Budai Ézsaiás teológus és történetíró a Régi tudós világ históriája című 1802-es, Debrecenben megjelent nagy tudós-lexikonában a következőket írja Szkülitzészről:
| JOHANNES SCYLITZES, élt a’ XI-ik század vége felé. A’ Constantzinápolyi udvarnál fő tisztségeket viselt. Munkájaː Compendium Historiarum, mely a’ Nicephorus Tsászár halálától, vagyis a 811-dik esztendőtől, az Isacus Comnenus uralkodása kezdetéig, vagy, 1057-ig megyen. Ez a’ História még eddig nem görögül, hanem tsak deákúl van nyomtatásbann. De e’ miatt semmi fogyatkozás nintsen. |

## Művei magyarul
- részletek INː (szerk.) Simon Róbert – Székely Magda – Dimitriosz Hadziszː A bizánci irodalom kistükre, Európa Könyvkiadó, Budapest, 1974, ISBN 963-07-0345-9, 153–159 p